# Nhà máy điện Szombierki
Nhà máy điện Szombierki (tiếng Ba Lan: Elektrociepłownia Szombierki) là một nhà máy nhiệt điện than ở quận Szombierki của Bytom, Ba Lan. Hoạt động từ năm 1920, kể từ những năm 1990, nó hoạt động với công suất hạn chế và được xem như là một đài tưởng niệm do các giá trị kiến trúc của nó.

## Lịch sử

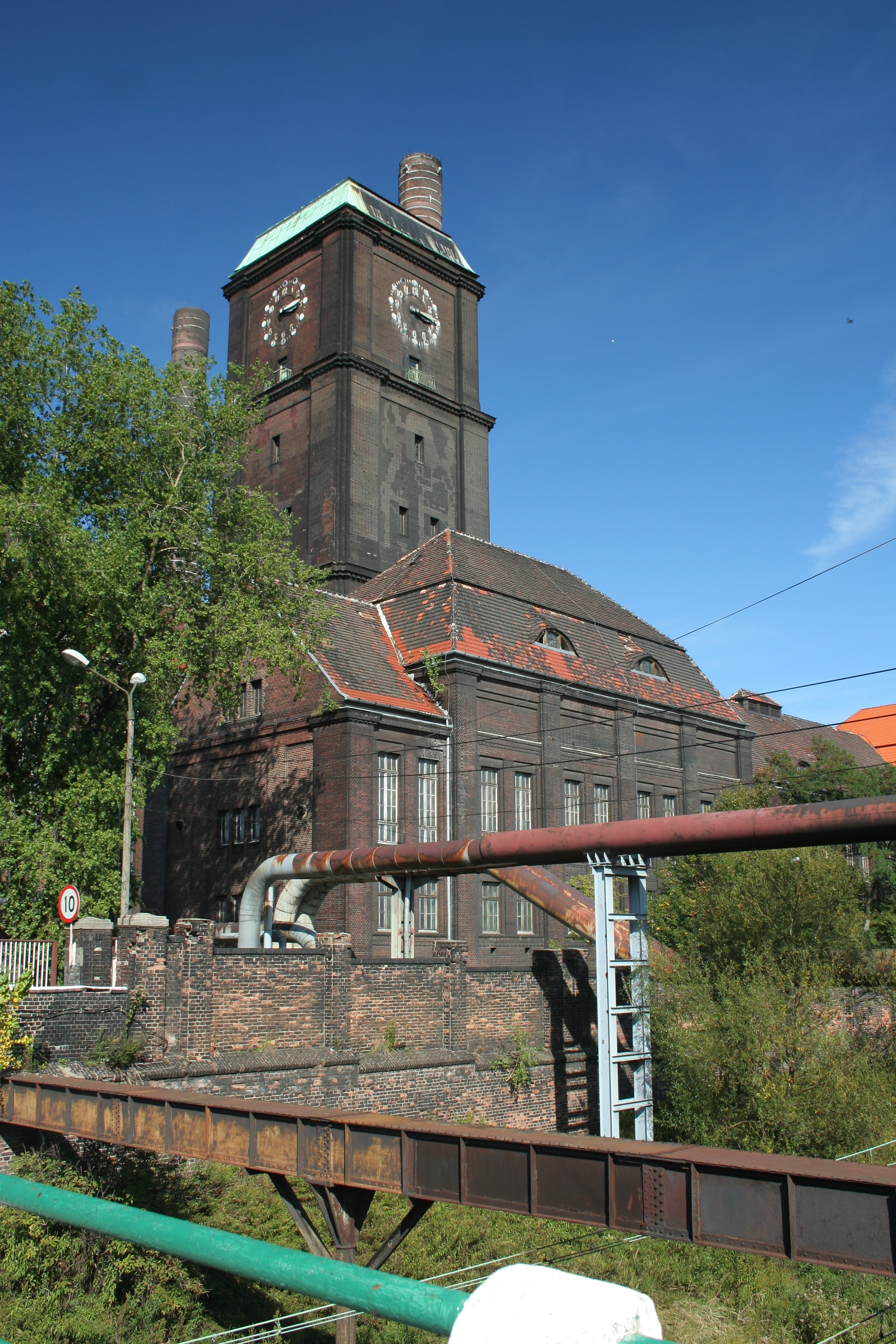
Tháp đồng hồ lịch sử tại Nhà máy điện Szombierki

Nhà máy điện được hoàn thành sau Thế chiến I, và bắt đầu hoạt động vào năm 1920, cung cấp điện cho khu vực Bytom (khi đó là một phần của Đức). Cấu trúc, ban đầu dự định là một nhà máy thuốc nổ, có diện tích khoảng 36.000 mét vuông (390.000 foot vuông). Nó ban đầu được vận hành bởi Schaffgotsch Bergwerksgesellschaft GmbH (một công ty Đức của gia đình Schaffgotsch). Cấu trúc được thiết kế bởi kiến trúc sư người Đức Georg và Emil Zillmann, được biết đến ở Silesia với tư cách là kiến trúc sư của quận Nikiszowiec và Giszowiec ở Katowice gần đó. Các đặc điểm đáng chú ý trong thiết kế bao gồm một hội trường lớn (2.800 mét vuông (30.000 foot vuông)), ba ống khói cao 120 mét (390 ft), và một tháp đồng hồ với đồng hồ, một trong những đồng hồ tháp pháo lớn nhất ở Ba Lan.
Đến thời kỳ Thế chiến II, nhà máy có công suất 100 MW. Nhanh chóng được xây dựng lại sau chiến tranh và hoạt động với công suất tương tự vào những năm 1950, Nhà máy điện Szombierki là một trong những nhà máy lớn nhất ở Cộng hòa Nhân dân Ba Lan và Châu Âu.
Vào những năm 1970, nhà máy điện đã được chuyển đổi từ nhà máy nhiệt điện thành nhà máy nhiệt điện và nhiệt điện kết hợp. Nó được hiện đại hóa cho đến giữa những năm 1990 và từ năm 1993, nó thuộc sở hữu của Zespół Elektrociepłowni Bytom SA  Từ cuối những năm 1990, nhà máy điện đã hoạt động với công suất giảm đáng kể, được sử dụng chủ yếu như một nhà máy điện dự trữ. Nó được coi là một di tích công nghiệp (một phần của Đường mòn di tích kỹ thuật ở Silesian Voivodeship, Szlak Zabytków Techniki Województwa ląskiego). Trong cuộc bỏ phiếu năm 2009 do mmsilesia.pl, TVS tổ chức và được các quan chức của Silesian Voivodeship hỗ trợ, nó đã được bình chọn là một trong "Bảy kỳ quan kiến trúc của Voivodeship Silesian ". Kể từ năm 2013, cấu trúc này đã được chính phủ Ba Lan chính thức xếp hạng là một di tích. Từ giữa những năm 1990, nó đã là nơi tổ chức một số sự kiện văn hóa (như các buổi hòa nhạc hoặc triển lãm) cho đến năm 2011, khi nó được công ty Fortum của Phần Lan mua lại và đóng cửa vì lo ngại về sự ổn định cấu trúc. Các phần của công trình này vẫn mở cho các tour du lịch nhỏ có hướng dẫn.
Hiện đang có kế hoạch chuyển đổi nó thành một bảo tàng hoặc một loại hình tương tự của một tổ chức văn hóa.